# Infonaut
Infonaut betecknar en människa med hög informationskompetens som obehindrad färdas genom cyberrymden.
Ordet "infonaut" använder den amerikanska författaren Howard Rheingold första gången i sin bok "Tool for Thought: the history and future of mind-expanding technology" 1985, där han beskriver infonauter som "den unga generationen, som utforskar tankevärlden som vi andra snart kommer att uppleva". De flesta är mellan 20 och 30 år, är ofta självständiga eller jobbar för ett forskningsinstitut eller ett programvaruföretag och är de första av McLuhan-genererationerna som använder tekniken som uppfunnits av von Neumann-generationen som verktyg för att utvidga sin föreställningskraft. Från kunskapen att designa vad de kallar "användargränssnitt", där människan möter maskinen, till konsten att bygga pedagogiska mikrovärldar använder infonauter de nya medierna för att skapa den massmediaversion som vi kommer att använda om femton år."(sida 23)
Ordet "infonaut" introducerades i Sverige officiellt av Wolfgang Heller genom registreringen av varumärket Infonaut (PRV 261 587) år 1993 och registreringen av konsultfirman Infonaut Intelligence Networks Consulting som 1999 ombildades till Infonaut AB.
I den svenska versionen bildades ordet infonaut genom en sammansmältning av orden infosfär (cyberrymden) och astronaut.
Det vetenskapliga studiet av människan beteende i infosfären kallas infonautik.
2006 utsåg The Global Language Monitor (GLM) ordet infonaut till ett av årets tio toppord i det engelska språket. GLM definierar infonaut "de som obekymrat reser längs infobahn".